# ブロド
ブロド（セルビア語:Брод、クロアチア語:Brod、ボスニア語:Brod）またはボサンスキ・ブロド（セルビア語:Босански Брод、クロアチア語:Bosanski Brod、ボスニア語:Bosanski Brod）はボスニア・ヘルツェゴビナドボイ地方の町及びそれを中心とした基礎自治体でボスニア・ヘルツェゴビナを構成する2つの構成体のうちスルプスカ共和国（セルビア人共和国）に属する。

## 地勢
サヴァ川の曲流する流域に開けた町で、国境を挟み対岸はクロアチアの都市スラヴォンスキ・ブロドと接する。南側はデルヴェンタ（Derventa）、東側はモドリチャ（Modriča）、オジャク（Odžak）とそれぞれ接する。

## 歴史
ボサンスキ・ブロドが初めて文書に記録されたのは1691年にトゥルカ・ブロディエンセス（Turca Brodienses）、トゥルスキ・ブロド（Turski Brod）などの名称で、オスマン帝国が防備のために要塞を設けていた。オーストリア＝ハンガリー帝国支配時の1870年頃より現在のボサンスキ・ブロドの名で呼ばれるようになり、1896年から1897年に鉄道が開業すると工業化が始まった。ボスニア・ヘルツェゴビナ紛争後は破壊された市街地や、サヴァ川に架かる橋などのインフラは復旧されている。

## 人口動態
1991年時点での基礎自治体全体の人口は33,962人でそのうち13,993人（40.98%）はクロアチア人、11,389人（33.36%）はセルビア人、4,088人（11.97%）はボシュニャク人、3,664人（10.73%）はユーゴスラビア人が占めていた。ボサンスキ・ブロド市域の人口は14,098人でどの民族が多数を占めるのかは明らかでないが、最大はセルビア人が4,373人（31%）を占め次いでクロアチア人が4,086人（29%）、ユーゴスラビア人が2,760人（19.6%）、ボシュニャク人が2,246人（15.9%）を占めていると示されている。紛争以後、正確な統計が無いため各種推計によるが今日ではボサンスキ・ブロドの人口は22,000人程度とされそのうちセルビア人が一番高い割合を占めるとされる。

## 経済
対岸のスラヴォンスキ・ブロドより多くの人が国境を越え日々、ボサンスキ・ブロドへ安い商品を求めてやって来る。多くの品物がクロアチア側より割安で手に入るためだが、音楽や映画などのソフトの海賊版などもあふれ問題となる面もある。ボサンスキ・ブロドには大規模な製油所も立地する。製油所は2009年に修理が完了し900人の従業員の雇用が再開された。